# 茨雷斯島

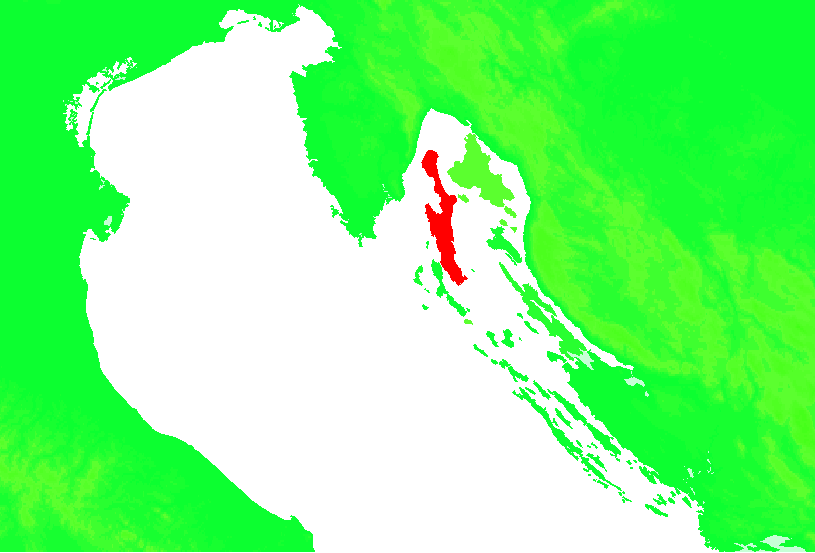
茨雷斯島

茨雷斯島 （克羅埃西亞語：Cres、義大利語 Cherso, 德語: Kersch、 拉丁語:Crepsa, 希臘語:Chèrsos, Χερσος）是克羅埃西亞的一個島嶼。位於克瓦內爾灣內。可以从里耶卡、克尔克岛或伊斯特拉半岛（布雷斯托瓦-波罗齐纳线）通过渡轮抵达。面積405.78平方公里，與克爾克島同為亞德里亞海面積最大的島嶼，島上有人口3,079人（2011年）。
茨雷斯岛和邻近的洛希尼岛以前曾是一个岛屿，但被一条海峡分开，并与奥索尔镇的一座桥相连。克雷斯唯一的淡水来源是Vrana湖。

## 历史
茨雷斯岛自旧石器时代以来就有人居住。它的名字早于古代，源自原始印欧语的quer-（“悬崖”）。尽管这是一种观点，但另一种更具历史正确性的观点来自古典时期，当时该地由古希腊人建立和居住，并称之为Chersos（Şίρσις）；“chersos”在希腊语中的意思是“贫瘠的土地”、“未开垦的土地”和“干燥的石楠”。后来，“Chersos”被重新命名为“Cresta”，最终衍生出了现代名称“Cherso Cres”。